# Pravicový extremismus v Česku

Logo zaniklé neonacistické Dělnické strany sociální spravedlnosti

Pravicový extremismus v Česku zahrnuje širokou skupinu krajních politických postojů a na jejich základě vytvořených skupin, které se snaží o zásadní změnu nebo přímo o odstranění existujícího systému. Jednotlivé skupiny odlišuje jejich ideologie, která se pohybuje od myšlenek nacionalismu a šovinismu až po fašistické ideály. 

## Seznam rasových vražd v Česku[1]
- Plzeň – 7. červen 1990 – Kolem půl desáté hodiny večer si skupina třiadvaceti skinheadů spletla tureckého státního příslušníka s Romem. Byli ozbrojeni řetězy, noži a tyčemi. Napadený muž podlehl bodné ráně do hrudníku. Pět pachatelů dostalo tresty od 4 do 9,5 let.
- Libkov – 23. únor 1991 – Ke konci února 1991 se v Klatovech uskutečnil třídenní pogrom na romskou rodinu. Několik Romů utrpělo těžká zranění, jednadvacetiletý Emil Bendík byl v Lipkově na Domažlicku ubit k smrti. Deset obviněných bylo 19. března 1993 odsouzeno k nepodmíněným trestům odnětí svobody v délce trvání od šestnácti měsíců do sedmi a půl roku.
- Hradec Králové – 10. srpen 1991 – Do místnosti Klubu romské iniciativy v ulici bratří Čapků vhodila skupina skinheadů cihlu. Za nejasných okolností byl smrtelně zraněn dvaapadesátiletý Rom Josef Sztojka. Případ se řešil jako přestupek.
- Jičíněves – 28. srpen 1991 – Dvaadvacetiletý skinhead Petr Krnáč v opilosti brutálně zabil šestiletého Radka Rudolfa. Pachatel chtěl po činu ještě zapálit dům, v němž žijí Romové. Krajský soud ho odsoudil 20. května 1992 k 17 letům vězení v třetí nápravné skupině a uložil protialkoholní léčení.
- Čerčany – 11. listopad 1991 – Jiří Přibyl zabil v Čerčanech (okres Benešov) šestatřicetiletého Roma Juraje Šarközyho. Jiří Přibyl dostal za vraždu deset let.
- Jílové u Prahy – 8. srpen 1993 – Tři útočníci napadli na diskotéce Roma Karla Balogha, kterého jeden z útočníků pobodal do hrudníku boxerem s vysouvacím nožem. V důsledku tohoto zranění Karel Balogh zemřel. Útočník Zdeněk Šembera si za to odseděl 11 let ve věznici s ostrahou.
- Praha – 22. září 1993 – Dva skinheadi surově napadli osmatřicetiletého Jiřího F., který s nimi předtím diskutoval v restauraci, protože nesouhlasil s jejich rasistickými názory. V důsledku zranění Jiří F. na místě zemřel. Městský soud v Praze odsoudil oba obžalované k trestu odnětí svobody v trvání 20 let do věznice se zvýšenou ostrahou.
- Písek – 24. září 1993 – V řece Otavě utonul sedmnáctiletý Rom Tibor Danihel, který s dalšími třemi Romy skočil do řeky ze strachu před skinheady. Ti po nich házeli kameny a nenechali je vylézt, svědkům bránili v přístupu k vodě, aby Romům nemohli pomoci. Po dlouhých průtazích byli v roce 1997 tři pachatelé odsouzeni k trestům v rozmezí 7 až 8 let.
- Žďár nad Sázavou – 13. květen 1995 – Asi hodinu před půlnocí vnikli čtyři skinheadi do domu maďarské romské rodiny Berkiových. Majitel domu, třiačtyřicetiletý Tibor Berki, se snažil bránit a jeden z útočníků ho opakovaně udeřil baseballovou pálkou do hlavy. Tibor Berki po převozu do nemocnice zemřel na krvácení do mozku. Vrah dostal 13 let, v rozsudku soudce JUDr. Ivo Kouřil uvedl, že pachatelé nemohli napadnout rodinu Berkiových pro jejich rasu a národnost, protože Romové jsou stejné indoevropské rasy jako Češi.
- Praha – 8. listopad 1997 – Skinheadi Jan Schimperk a Petr Zborník napadli okolo půl třetí v noci na diskotéce v ulici Biskupcova dva Súdánce. Jednoho muže dvakrát bodli do břicha, ten na následky zranění zemřel. Druhému Súdánci skini přeřezali šlachy na ruce. Vrah dostal 13,5 roku.
- Vrchlabí – 15. únor 1998 – Tři skinhheadi – Petr Klazar, Jiří Neffe a František Kulhánek – srazili na zem Romku Helenu Biháriovou, bili ji a kopali a potom ji srazili do Labe. Tělo Biháriové bylo nalezeno až po dvou dnech pátrání. Pachatelé si za svůj čin odseděli od 1 do 6 let.
- Orlová – 17. květen 1998 – Skupina skinheadů napadla tři Romy, kteří se po půlnoci vraceli z restaurace U Málky. Čtyři ze skupiny mladíků začali bít a kopat čtyřicetiletého Roma Milana Lacka. Zůstal ležet na silnici a několik minut poté ho přejelo auto. Případ byl vyšetřován jako pokus o těžké ublížení na zdraví s rasovým motivem. V prosinci roku 2000 byl ke 3 rokům vězení odsouzen Petr Domes, který zkopal Lacka. Jeden rok dostal David Jureczka, který hodil na jeho dceru pivní sklenici. Další dva skinheadi a ridič osobního auta, policista Telega, byli odsouzeni podmínečně.
- Svitavy – 20. červenec 2001 – V noci z 20. na 21. července ubodal na diskotéce ve Svitavách dvaadvacetiletý skinhead Vlastimil Pechanec místního třicetiletého Roma Otu Absolona. Vyšetřovatel obvinil útočníka z vraždy s rasovým podtextem a okresní soud jej vzal do vazby. Pechanec byl v době útoku trestně stíhán pro napadení dvou anarchistů v České Třebové, kterého se dopustil v listopadu roku 2000. Od roku 1996 byl Pechanec již třikrát odsouzen za násilné trestné činy, výtržnictví a podporu a propagaci hnutí směřujících k potlačení práv a svobod občanů. Za rasově motivovaný čin si Pechanec vyslechl rozsudek – odnětí svobody na sedmnáct let.
- Hodonín – 17. květen 2007 – Za upálení romského bezdomovce Jána Tótha byl hlavní útočník Juraj Lukáš odsouzen k 13,5 rokům odnětí svobody. Další tři muži dostali roční podmínku. Rasový motiv však nebyl prokázán.
- Vítkov – noc z 18. na 19. dubna 2009 – Čtyři čeští neonacisté[2][3] Ivo Müller, Václav Cojocaru, David Vaculík a Jaromír Lukeš zapálili pomocí tří zápalných lahví dům obývaný romskou rodinou. Následkem požáru byli zraněni tři lidé, kteří v té době pobývali v budově. Nejvážněji byla zraněna dvouletá Natálie, která utrpěla život ohrožující popáleniny třetího a čtvrtého stupně na více než 80 % těla.[4]

## Militantní a teroristické ultrapravicové organizace[5][6]
- Bohemia Hammerskins
- Combat 18
- Czechoslovak Nazi Party (60. léta 20. století)
- Totenkopf (80. léta 20. století)
- Národní fronta (80. léta 20. století)
- Pravicově nacionální socialistická strana (80. léta 20. století)
- Nová česká jednota
- Neviditelná říše rytířů Ku Klux Klanu
- Bedford
- Forrest
- Sudetoněmecká vlastenecká fronta
- Sudetoněmecká liga
- Svatováclavská národní obec
- Nacionálně socialistické hnutí Evropy
- Národní obec fašistická
- Národní souručenství
- Templar Knights of Ku Klux Klan
- White Aryan Resistance
- SS Action Group
- Hass
- Bojová skupina Beroun
- Bílá obrana - O strava
- Národně socialistické hnutí Čech
- Aliance skinheads
- Nová nacionálni Evropa
- Bohemia Skinheads
- Bohemia Revolt
- Árijské sestry
- Blood & Honour Division Bohemia
- Legie cti
- Skinheadgirlfreundeskreis Česká republika
- Árijské vlastenecké hnutí
- Nationalsozialistiche Deutsche Arbeiterpartei – Czech
- Czech Klan 88
- Radikál klan
- Freedom flames
- Národní odpor (Jungen Nationaldemokraten, Aryan pride)
- Anti-Antifa
- Rytíři slunečního kruhu
- Ahnenerbe
- National Socialist Education Center
- Nationalsozialistische Deutsche Arbeiterpartei/Auslands und Aufbauorganisation, česká sekce
- Bohemia White Power
- Nordfront
- Nacionalist Skinheads United
- White Freedom
- Skinheads a. s.
- Aryan Intelligence
- White Kampf Bohemia
- Čeští fašisté
- Řád 18
- Aryan White Power
- Dělnická strana
- Dělnická mládež
- Dělnická strana sociální spravedlnosti